# Шебиш (Бихор)
Шебиш (рум. Șebiș) насеље је у Румунији у округу Бихор у општини Драганешти. Oпштина се налази на надморској висини од 225 m.

## Становништво
Према подацима из 2002. године у насељу је живело 317 становника, од којих су сви румунске националности.